# Corbeni
Corbeni est une commune roumaine située dans le județ d'Argeș.